# H 8 (sommergibile Italia)
L'H 8 è stato un sommergibile della Regia Marina.

## Storia
Dopo l'ultimazione effettuò le prove a Montreal e quindi partì Halifax al comando del tenente di vascello Armando Fumagalli, attraversando l'Oceano Atlantico assieme ai gemelli H 6 ed H 7 e giungendo a Cagliari negli ultimi giorni dell'ottobre 1917.
Entrò a far parte della II «Squadriglia Sommergibili H» con sede a Brindisi, venendo impiegato in dieci missioni esplorative e offensive nel Basso Adriatico, senza ottenere alcun risultato.
Nell'immediato primo dopoguerra prese parte, con il tenente di vascello Paolo Vandone come comandante, alle operazioni per l'occupazione di alcune isole dalmatiche (Premuda, Selve e Pago).
Fu poi impiegato nell'addestramento, prendendo anche parte alle grandi esercitazioni del 1926 e 1927.
Nei primi mesi della belligeranza italiana, durante il secondo conflitto mondiale, svolse missioni di scarsa durata al largo della Francia, al comando del tenente di vascello Mario De Angelis.
A partire dal novembre 1940, dislocato a Taranto, fu impiegato per missioni difensive nel golfo e per esercitazioni antisommergibile.
Nel novembre 1942 fu assegnato alla Scuola Idrofonisti di La Spezia.
Il 13 (o il 5) giugno 1943, nel corso di un pesante bombardamento aereo della Royal Air Force su La Spezia, fu centrato da una bomba e affondò nel porto della città.
Il relitto, rimesso a galla, fu rimorchiato a Genova per la conversione in pontone di carica ma, con l'armistizio, fu catturato dai tedeschi il 9 settembre 1943 e successivamente affondato.
Recuperato nel dopoguerra, fu avviato alla demolizione.